# Восточный Линдси
Восточный Линдси (Ист-Линдси, англ. East Lindsey) — неметрополитенский район (англ. non-metropolitan district) в церемониальном графстве Линкольншир в Англии. Административный центр — деревня Манби.

## География
Район имеет площадь в 1760 км², что делает его девятым по величине районом в Англии. Восточный Линдси был образован 1 апреля 1974 году из юго-восточной части бывшего графства Линдси. В состав муниципального района входят сельские округа Элфорд, Хорнкастл, Саттон, Уэйтзи, Вудхил и другие.
Восточный Линдси граничит с Северо-Восточным Линкольнширом и Хамбером на севере, Северным морем на востоке, районом Бостон на юге и Северным Кестивеном и Западным Линдси на западе. На границе между Восточным Линдси и Северным Кестивеном прокетает река Уитхэм.

## Демография
Согласно переписи 2011 года численность населения района составляет 136 400 человек, плотность 78 человек на км².

## Состав
В состав района входят города:
- Алфорд
- Бург ле Марш
- Лут
- Мейблторп
- Скегнесс
- Спилсби
- Уэйнфлит
- Хорнкастл